# とんかつ太郎
とんかつ太郎（とんかつたろう）とは、新潟市に存在するとんかつ専門店である。提供商品のタレカツ丼は本店が開発したと喧伝される。新潟市中央区古町通に本店を置き、新潟市内に分店や、のれん分けした店舗が複数存在する。

## 歴史
昭和初期に新潟市古町で屋台営業を始め、後年に古町で店舗を構え現在に至る。

## 特徴
タレカツ丼は豚肉の筋を念入りに叩き柔軟で薄くし、きめ細かなパン粉で覆い油で揚げた後、甘辛い醤油ベースのタレに浸して丼の飯上へ乗せ蓋して衣を少し柔らかくしてから客に出される。普通盛りのカツは5枚で特盛りは飯下に更に3枚あり、キャベツなどは添えない。卵でとじておらず、県外の来訪客らが「卵を閉じ忘れた」「飯にトンカツを乗せただけ」と誤解することもある。肉の柔軟さと衣の細かさで肉と衣が剥離せずに食せる。
タレカツ丼の人気に呼応して分店やのれん分け店を多く輩出し、タレカツ丼は新潟名物になる。